# Kingscavil Cottages

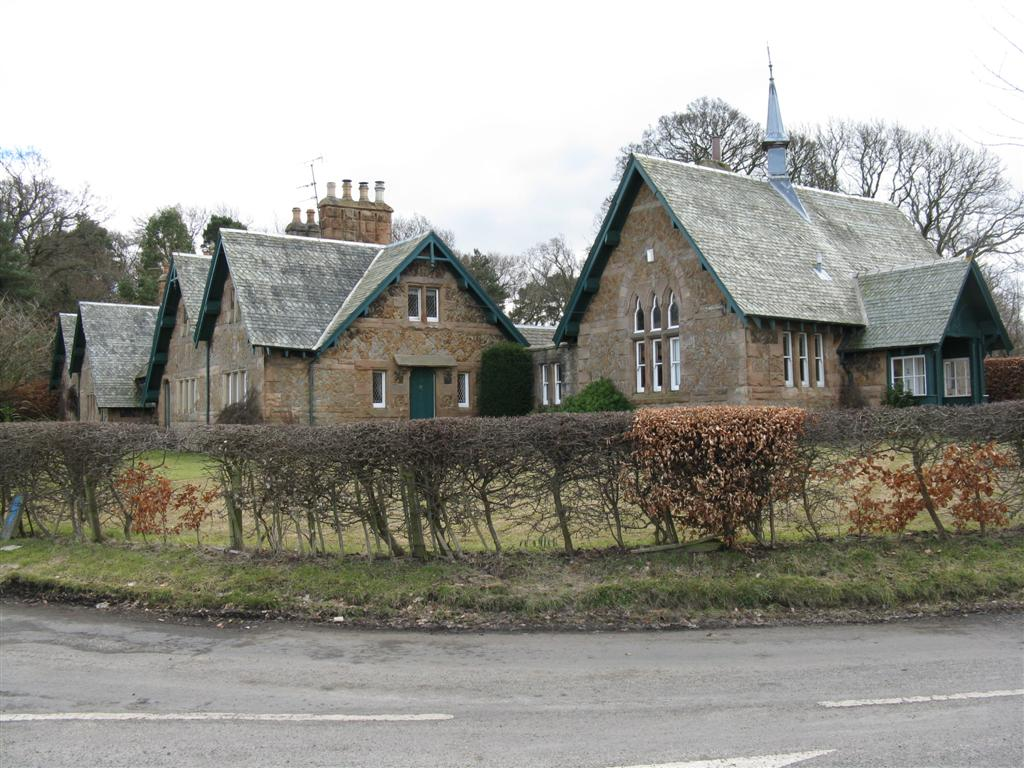
Kingscavil Cottages

Bei den Kingscavil Cottages handelt es sich um eine Gruppierung aus sechs Wohngebäuden und einem Schulgebäude. Sie befindet sich nahe der schottischen Stadt Linlithgow in West Lothian. 1978 wurde die Anlage in die schottischen Denkmallisten in der höchsten Kategorie A aufgenommen. R. H. J. Stewart von Champfleurie House ließ die Gebäude im Jahre 1873 möglicherweise nach einem Entwurf von Campbell Walker erbauen. Die Bildungsbehörden des Parish Linlithgow betrieben die Schule; die Wohngebäude wurde zu einer jährlichen Gebühr in Höhe von 4 £ vermietet. Der Schulbetrieb wurde zwischenzeitlich eingestellt. Zu Beginn der 1990er Jahre wurden die Gebäude teilweise restauriert.

## Beschreibung
Die einstöckigen Gebäude mit ausgebautem Dachgeschoss liegen isoliert an einer Nebenstraße zwischen Linlithgow und Bridgend. Sie sind in geschlossener Bauweise gereiht, wobei an den Außenseiten jeweils zwei giebelständige Cottages die beiden zentralen, traufständigen Cottages einrahmen. Das Mauerwerk besteht aus Bruchstein vom cremefarbenen Sandstein, den Bänder aus Quadersteinen durchziehen, der auch die Gebäudeöffnungen einfasst. Die Fenster sind mit gekehlten Faschen und Fensterpfosten gestaltet und als Zwillings- oder Drillingsfenster angeordnet. Dekorative schmiedeeiserne Scharniere wurden an den hölzernen Eingangstüren verwendet. Schräg oberhalb der traufseitigen Türen treten Giebelgauben aus den mit grauem Schiefer eingedeckten Satteldächern heraus. An der südgerichteten Rückseite gehen flachere Anbauten rechtwinklig ab. Das ähnlich gestaltete Schulgebäude ist leicht zurückversetzt und bildet den westlichen Abschluss. An seiner Rückseite schließt ein moderner, Harl-verputzter Flügel mit Flachdach an.